# كولينس إينجيرا
كولينس إينجيرا (بالإنجليزية: Collins Injera) ( مزداد في 18 أكتوبر 1986) لاعب محترف في رياضة الرغبي. يمارس كولينس مع المنتخب الكيني للرغبي. عرف كولينس بقضية إفساده لكاميرا تلفزية عندما كتب عليها بحبر لا يمحى خلال تسجيله في إحدى المباريات.

## روابط خارجية
- كولينس إينجيرا على موقع سلسلة سباعيات الرغبي العالمية - رجال (الإنجليزية)
- كولينس إينجيرا على موقع ItsRugby.co.uk (الإنجليزية)
- كولينس إينجيرا على موقع أوليمبيديا (الإنجليزية)
- كولينس إينجيرا على موقع اتحاد ألعاب الكومنولث (مؤرشف) (الإنجليزية)